# De Lemsterpolders
De Lemsterpolders was een waterschap in Friesland dat een bestuursorgaan was van 1877 tot 1979. Het grondgebied lag in de gemeente Lemsterland.
Doel van het waterschap was aanvankelijk de bescherming tegen te veel boezemwater. Het gebied De Kleine Brekken, waar in 1928 een eigen waterschap ontstond, had een uitzonderingspositie, hier moest extra omslag worden betaald. Per 1914, toen ook het grondgebied werd uitgebreid van 1085 naar 1105 ha, werd daarnaast het bevorderen van de vaargelegenheid in de poldervaart toegevoegd. Daartoe werden werken aangelegd en onderhouden. Per 1 januari 1979 werd het waterschap opgeheven en ging het bij de eerste grote waterschapsconcentratie in die provincie, op in het waterschap Tusken Mar en Klif. Na verdere fusies valt het gebied sinds 2004 onder Wetterskip Fryslân.